# John Cusack
John Paul Cusack (født 28. juni 1966 i Evanston, Illinois) er en amerikansk skuespiller og manuskriptforfatter.
Efter et år som studerende ved New York University helligede han sig skuespillet og fik sin første hovedrolle i The Sure Thing i 1985. Det store gennembrud kom dog først med Alle elsker Lloyd fra 1989, der samtidig var Cameron Crowes debut som instruktør. Cusack var både medvirkende og manuskriptforfatter i Grosse Pointe Blank (1997) og High Fidelity (2000), hvor danske Iben Hjejle også medvirkede.
Han er politisk engageret og blogger af og til på den liberale blog The Huffington Post. Han har markeret sig som indædt modstander af George W. Bushs regering og dennes beslutning om at indlede Irakkrigen.

## Filmografi i udvalg
- 1984: Abefest for viderekomne
- 1985: Drømmepigen
- 1987: Broadcast News
- 1989: Alle elsker Lloyd
- 1991: True Colors
- 1997: Grosse Pointe Blank
- 1997: Con Air
- 1998: Den tynde røde linje
- 1999: Being John Malkovich
- 2000: High Fidelity
- 2001: Lunefulde lykke
- 2001: America's Sweethearts
- 2003: Identity
- 2005: Must Love Dogs
- 2007: 1408
- 2007: Martian Child
- 2008: War, Inc.
- 2009: 2012
- 2014: Love & Mercy
- 2016: Cell